# European Rail Traffic Management System
Az Európai Vasúti Forgalomirányítási Rendszer (angol nyelven: European Rail Traffic Management System vagy röviden ERTMS) az Európai Unió (EU) által a vasúti jelzőrendszerek irányítására és együttműködésére vonatkozó szabványrendszer. A rendszert az Európai Unió Vasúti Ügynöksége (ERA) működteti, és szervezeti keretet képez a külön-külön irányított részek számára, melyek a következőek:
- GSM-R (kommunikáció),
- Európai Vonatbefolyásoló Rendszer (ETCS, jelzőrendszer),
- az európai vonatmenedzsmentréteg (ETML, hasznos teher kezelése).

Az ERTMS fő célja a vonatok átjárhatóságának előmozdítása az EU-ban. Célja a biztonság jelentős növelése, a vonatszállítás hatékonyságának növelése és az európai vasúti közlekedés határokon átnyúló átjárhatóságának fokozása. Ezt úgy éri el, hogy a korábbi nemzeti jelzőberendezéseket és üzemeltetési eljárásokat a vonatbefolyásoló és -irányító rendszerek egységes, új, egész Európára kiterjedő szabványa váltja fel.
A fejlesztési folyamat a kommunikáció (GSM-R) és a jelzőrendszer (ETCS) műszaki alapjaival kezdődött. Mindkettő jól bevált és világszerte előrehaladott, nyilvános megvalósításban van.